# 赤間神宮文書
赤間神宮文書（あかまじんぐうもんじょ）は、山口県下関市の赤間神宮の祀官を務めた大司家に伝わる古文書65通と帳簿（田地坪付并土貢帳）1冊。現在は全10巻に成巻されている。重要文化財。

## 概要
1233年（天福元年）の国司庁宣を初めとして、江戸時代の長州藩関連の文書などを所収する。また、長州藩では藩内の寺社から『寺社由来』と呼ばれる資料を提出させ、赤間神宮（当時は阿弥陀寺）からも1739年（元文4年）・1807年（文化4年）・1821年（文政4年）に提出を受けているが、3つの『寺社由来』に記された所収文書と現在の文書の内容は、第二次世界大戦の空襲で失われた5通（写真版が現存）以外はほぼ合致している。また、『寺社由来』作成以前に赤間神宮から外部に流出した古文書（特に大内氏時代）の存在も知られているが、それらは赤間神宮文書には含まれていない。1990年（平成2年）に刊行が行われ、その内容が広く知られるようになった。